# 小杉兰
小杉兰（学名：Huperzia selago，臺灣話：Sió-sam-lân），又稱小杉葉石松、小葉石杉，为石杉科石杉属下的一个种。

## 扩展阅读
- 維基物種上的相關：小杉兰